# 聖瑪利亞皇家教堂

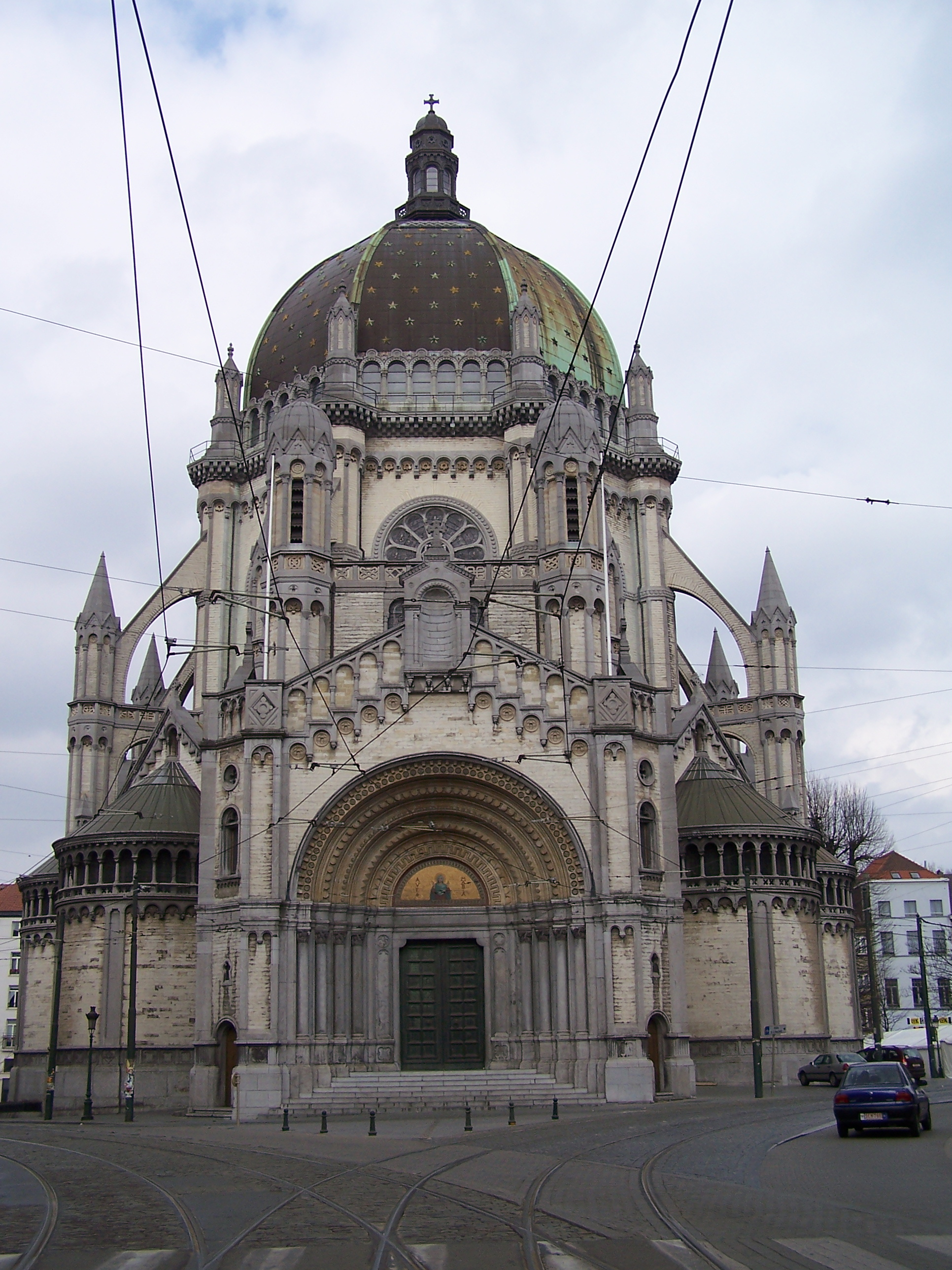
聖瑪利亞皇家教堂

聖瑪利亞皇家教堂（法語：Église Royale Sainte-Marie）是位於比利時首都布魯塞爾的一座羅馬天主教的教堂，教堂外觀為折衷主義風格，融合拜占庭建築和羅馬式建築的特色。教堂開始修建於1845年，竣工於1885年。

## 外部連結
- Phillips: Sainte-Marie Royal Church
- Sacred Destinations: Église Sainte-Marie, Brussels （页面存档备份，存于）
- Schaarbeek.be: Sinte-Mariakerk[永久] (Dutch/Flemish)

50°51′33″N 4°22′08″E / 50.85917°N 4.36889°E